# Bohemia Rhapsody

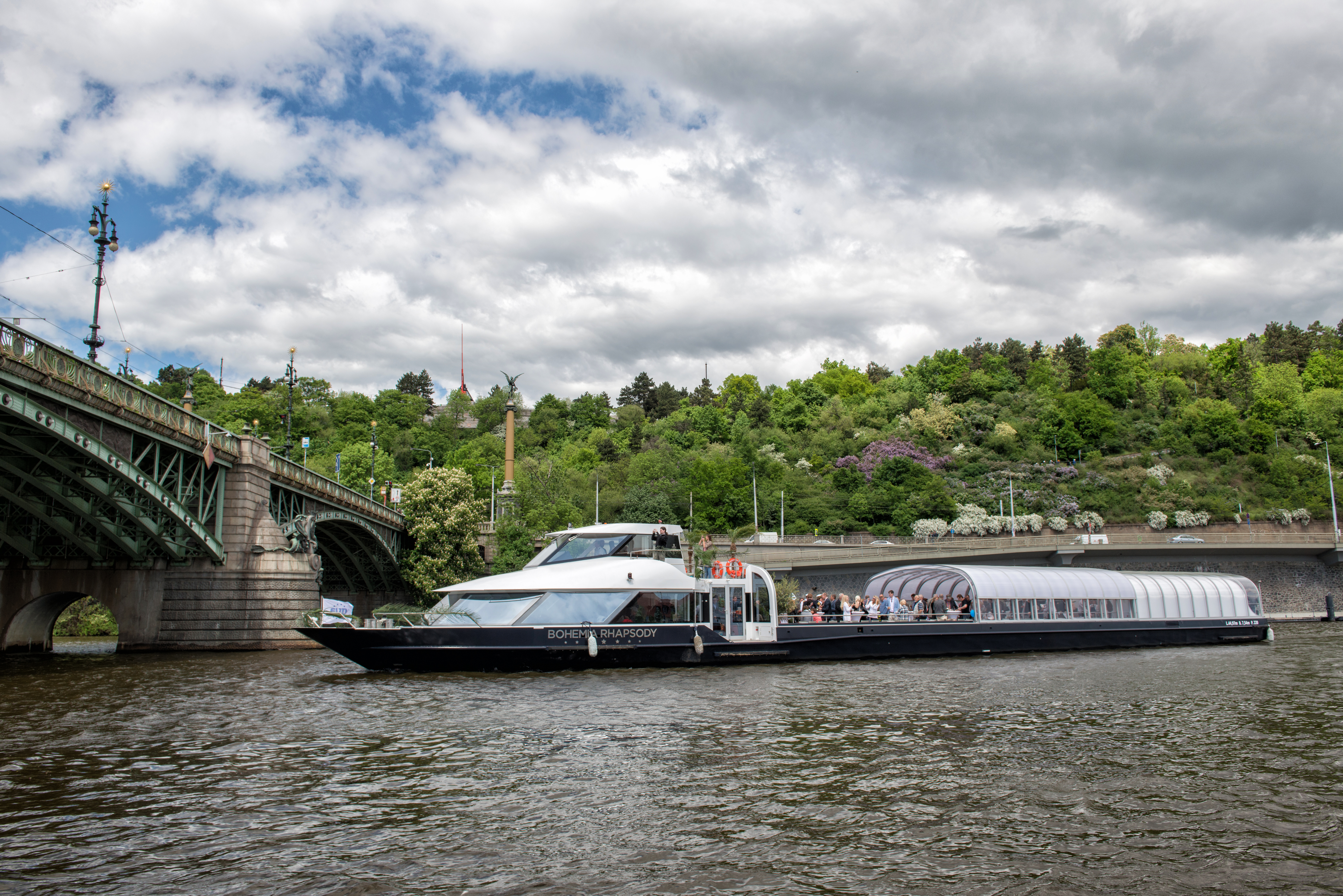
Loď Bohemia Rhapsody u Čechova mostu

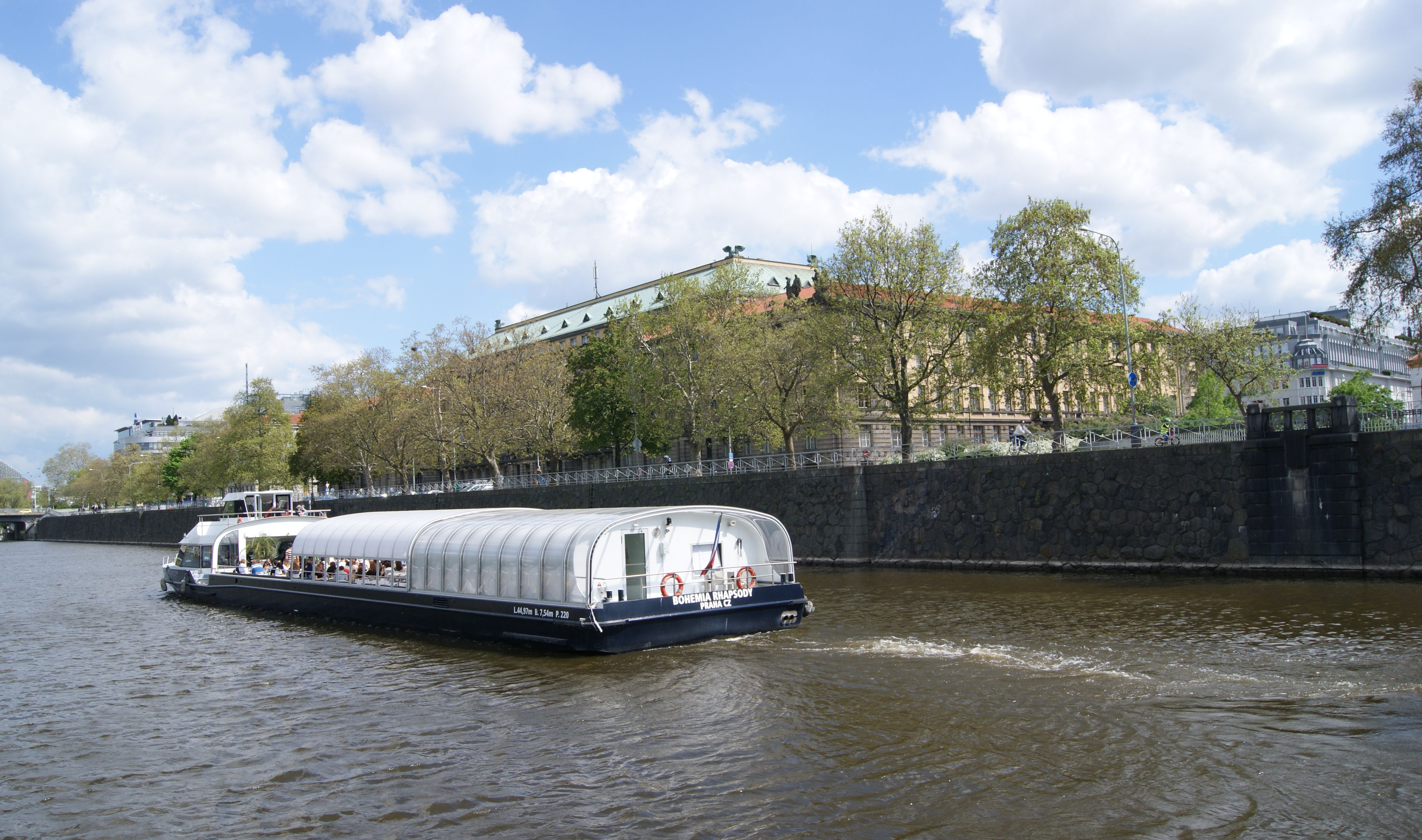
Bohemia Rhapsody

Motorová vyhlídková loď Bohemia Rhapsody byla roku 2015 vyrobena pro Pražskou paroplavební společnost a.s. a společnost Prague Boats s.r.o. v německé loděnici v Derbenu. Jedná se o moderní loď typu aquacabrio (jednopalubová loď), která pluje okružní vyhlídkové plavby v Praze na Vltavě, ale je využívána také pro společenské a firemní akce.

## Historie
Loď Bohemia Rhapsody navazuje na projekt lodi Agnes de Bohemia, která v Praze pluje od roku 2014. Zakázka na stavbu lodi Bohemia Rhapsody byla zadána společností Prague Boats s.r.o. a Pražskou paroplavební společností a.s. německé loděnici Schiffswerft Bolle v Derbenu. Přáním zadavatele byla loď vyhovující provozu na vyhlídkových plavbách v Praze, která bude navíc ekologická a nehlučná. Design lodi navrhl Marcel Bolle a úpravy interiéru provedla česká architektka Vera Hampl. Stavba lodi trvala od 1. 10. 2014 do 30. 4. 2015 přesně 212 dní. V dubnu 2015 loď poprvé vyplula na vodu. Cesta po Labi a Vltavě, dlouhá 520 km, z německého Derbenu do Prahy trvala pod vedením 3 kapitánů 4 dny. Bohemia Rhapsody byla Praze slavnostně představena v ekologickém přístavišti na Kampě 7. května 2015 a v pátek 15. května 2015 byla pokřtěna kardinálem Dominikem Dukou, tehdejším arcibiskupem pražským a primasem českým. Loď rozšířila flotilu právě při příležitosti výročí 150 let od založení Pražské paroplavební společnosti.

## Technický popis
Loď Bohemia Rhapsody je jednopalubová loď, tzv. aquacabrio, s vyvýšenou panoramatickou kormidelnou, která je zastřešena posuvnou prosklenou střechou. Tuto střechu je možná kdykoli podle potřeby během chvíle odsunout a vytvořit vyhlídkovou slunnou palubu, nebo ji naopak zatáhnout a vytvořit tak krytý lodní salon. Navíc výkonná klimatizace zajišťuje perfektní viditelnost i během deštivého počasí. Celoroční provoz lodi je možný právě díky klimatizaci, ale i solárnímu temperování a větrání. Paluba lodi je izolovaná od hluku a vibrací motoru. Technické parametry motoru splňují nejpřísnější evropské normy. Chod motoru je tichý a s nízkými emisními hodnotami. Síla motoru Sisudiesel představuje 226 koní, díky čemuž loď může plout rychlostí až 20 km/hod. Je tak jednou z nejrychlejších lodí svého druhu v Praze na Vltavě. Loď má i nezávislí hybridní pohon. Kapacita lodi je 220 osob. Na délku plavidlo měří 44,97 m, na šířku 7,54 m a má výtlak 175 tun.

## Využití
Loď kotví celoročně na Dvořákově nábřeží u Čechova mostu. Odtud vyplouvá na pravidelné vyhlídkové plavby Prahou, ale také na plavby spojené s pronájmem lodi pro různé soukromé či firemní akce, konference a setkání. Součástí plaveb je kompletní gastronomický servis, který je zajišťován formou cateringu.
Na lodi je během plavby dostupný výklad o pražských památkách v 8 světových jazycích.